# Targi tuningu komputerów
Targi Tuningu Komputerów to jedna z największych imprez w Europie Środkowo-Wschodniej promująca nietypowe rozwiązania komputerowe. Organizowana była od 2005 do 2007 roku naprzemiennie we Wrocławiu i Krakowie.
Na Targi składały się trzy uzupełniające się wzajemnie części:
1. Część typowo wystawowa, w ramach której kilkudziesięciu producentów prezentowało najnowsze produkty za pośrednictwem swoich lokalnych dystrybutorów (np. MSI z ProLine). Niektóre firmy – jak Modecom, Enermax, MaxPoint czy Raidsonic – zdecydowały się jednak na samodzielne stworzenie stoisk wystawowych. Ta część Targów kierowana jest głównie do resellerów, którzy mogli bezpośrednio zapoznać się z ofertą praktycznie wszystkich liczących się w branży producentów.
2. Konkurs na najlepszą modyfikację komputera[1].
3. Wykłady i warsztaty stanowiące okazję do pogłębienia wiedzy z zakresu tuningu komputera. Ta część targów – dostępna zarówno dla resellerów jak i zwykłych użytkowników – umożliwiała zapoznanie się z tajnikami chłodzenia wodnego, technikami zmniejszania hałasu w komputerze, czy też problematyką wpływu zasilacza na stabilność systemu komputerowego.

Odbyło się pięć edycji Targów Tuningu Komputerów:
- 21-22 kwietnia 2007 Wrocław, Hala IASE
- 28-29 października 2006 Kraków, Hala Targowa przy ul. Centralnej[1]
- 22-23 kwietnia 2006 Wrocław, Budynek NOT
- 22-23 października 2005 Kraków, CK Rotunda[2]
- 5-6 marca 2005 Wrocław, Stołówka Akademicka przy Politechnice Wrocławskiej (targi odwiedziło ok. 7 tys. osób)[3]